# Newton (Golden Valley)
Pour les articles homonymes, voir Newton.
Newton est une paroisse civile et un village du Herefordshire, en Angleterre.